# Pterotaea sperryae
Pterotaea sperryae là một loài bướm đêm trong họ Geometridae.